# James Cox Aikins
James Cox Aikins était un homme politique canadien. Il fut Lieutenant-gouverneur de la province du Manitoba de 1882 à 1888. Il est également membre du Conseil législatif de la province du Canada.